# Fredrik Nilsson (agronom)
Fredrik Vilhelm Nilsson, född 16 maj 1903 i Vollsjö, Malmöhus län, död 20 september 1986 i Landskrona, var en svensk agronom.
Nilsson avlade agronomexamen vid Alnarps lantbruksinstitut 1925 samt blev vid Lunds universitet filosofie kandidat samma år, filosofie licentiat 1931 och filosofie doktor 1933. Han var förädlingsledare på Weibullsholm 1925-1931, filialföreståndare vid Sveriges utsädesförening 1931-1938, avdelningsföreståndare där 1938-1941 och e.o. föreståndare för statens trädgårdsförsök 1941. 1946 blev han föreståndare där och var professor vid Alnarps lantbruksinstitut 1946-1963 (rektor 1954-1963). Åren 1963-1970 var han professor i frukt- och bärodling vid Lantbrukshögskolan.
Nilsson var ledamot Statens plantskolenämnd, styrelseledamot i Statens växtskyddsanstalt, Riksförbundet svensk trädgård, Föreningen för växtförädling av fruktträd och föreningen Skogs- och lantbruksfilm. Han invaldes som ledamot av Lantbruksakademien 1949 och av Fysiografiska sällskapet i Lund 1952.
Utöver gradualavhandlingen Studies in Fertility and Inbreeding in Some Herbage Grasses (1933) författade Nilsson en rad vetenskapliga avhandlingar och försöksberättelser.